# Cratoneuropsis
Cratoneuropsis es un género de musgos hepáticas perteneciente a la familia Amblystegiaceae. Comprende 4 especies descritas y de estas, solo 3 aceptadas:

## Taxonomía
El género fue descrito por (Broth.) M.Fleisch. y publicado en Die Musci der Flora von Buitenzorg 4: 1535. 1923. La especie tipo no ha sido designada.

## Especies aceptadas
A continuación se brinda un listado de las especies del género Cratoneuropsis aceptadas hasta junio de 2013, ordenadas alfabéticamente. Para cada una se indica el nombre binomial seguido del autor, abreviado según las convenciones y usos.
- Cratoneuropsis chilensis (Lorentz) Ochyra
- Cratoneuropsis relaxa (Hook. f. & Wilson) M. Fleisch.
- Cratoneuropsis subrelaxa (Broth.) Broth.